# 堀田剛司
堀田 剛司（ほった たけし、1978年〈昭和53年〉2月13日 - ）は、日本の元プロバスケットボール選手で、現在は指導者。神奈川県出身。現役時代のポジションはスモールフォワード、パワーフォワード。役職はヘッドコーチ。B3リーグ・湘南ユナイテッドBC所属。

## 来歴
13歳の時に大綱中学校でバスケットボールを始める。
湘南工科大学附属高等学校から日本体育大学を卒業。

### プロ選手キャリア
新潟アルビレックスに入団。
2003年、日本代表に選出。
2005年、新潟アルビレックスのbjリーグ転籍に伴い、福岡レッドファルコンズに移籍したが、シーズン途中でチームが解散となったためオーエスジー（現在の三遠ネオフェニックス）へ移籍。福岡からJBLへの移籍選手第1号となった。堀田は、新潟アルビレックス、オーエスジーフェニックス東三河の複数チームにおいてJBLからbjリーグへ転籍するチームの最終年度に所属していた唯一の選手である。
2008-2009シーズン、オーエスジーがbjリーグに転籍した際は、オーエスジーからチーム名変更した浜松・東三河フェニックスに残留した。
2009年オフ、三菱電機ダイヤモンドドルフィンズへ移籍。
2011年、地元からbjリーグに参戦する横浜ビー・コルセアーズに移籍。2013-14シーズンを最後に引退。

### 現役引退後
引退後は横浜のフロント入りした。
2016年より新潟アルビレックスBBのアシスタントコーチを務める。
2017年オフ、B2昇格を果たした金沢武士団のヘッドコーチに就任。
2019年オフ、B2・広島ドラゴンフライズのヘッドコーチに就任。2019-20シーズン、B1昇格を達成した。
2020-21シーズン、シーズン中に成績不振によりヘッドコーチの契約を解除される。
2021-22シーズン、B2・青森ワッツのヘッドコーチに就任したが、12月に契約解除。1月、バンビシャス奈良のヘッドコーチに就任し、シーズン終了まで務めた。
2022年5月20日、2022-23シーズンよりB3リーグに新規参入する湘南ユナイテッドBCの初代ヘッドコーチに就任。